# الحبيل (فرع العدين)

تعديل مصدري - تعديل

الحبيل هي إحدى قرى عزلة المزاحن بمديرية فرع العدين التابعة لمحافظة إب، بلغ تعداد سكانها 696 نسمة حسب تعداد اليمن لعام 2004.